# Östervallskog
Östervallskog is een plaats in de gemeente Årjäng in het landschap Värmland en de provincie Värmlands län in Zweden. De plaats heeft 102 inwoners (2005) en een oppervlakte van 42 hectare.